# Фредерик Мартел
Фредерик Мартел (на френски: Frédéric Martel) е френски журналист, социолог и писател на произведения в жанра разследваща журналистика и документалистика. Известен със своите изследвания за хомосексуалността.

## Биография и творчество
Фредерик Мартел е роден на 28 октомври 1967 г. в Шаторенар, Франция, във фермерско семейство. Следва и получава четири дипломи за социални науки, философия, публично право и политически науки. Има докторска степен по социални науки от Висшата школа за социални науки под ръководството на Пиер Розанвалон.
В периода 1990 – 1992 г. е ръководител на проекти за френското посолство в Румъния, през 1992 г. е ръководител на проекти за френското Министерство на културата. В периода 1993 – 1994 г. е съветник на министър-председателя Мишел Рокар, а в периода 1997 – 2000 г. работи като политически съветник при министъра на труда и социалните въпроси и вицепремиер Мартин Обри. В периода 2001 – 2005 г. е аташе по културата на френското посолство в САЩ. В периода 2004 – 2006 г. е гостуващ преподавател в Харвардския университет и Нюйоркския университет.
Книгата му „Le Rose et le Noir“ (Розовото и черното) е издадена през 1996 г. и е документално изследване посветено на историята на ЛГБТ движението за равноправие във Франция. Тя предизвиква широк положителен отзвук от критиката и противоречива критика от страна на гей организациите. Самият Фредерик Мартел е открито хомосексуален.
През 2012 г. разследването му „J'aime pas le sarkozysme culturel“ (Не обичам културния саркозизъм) за Никола Саркози свързано със скандал с фондацията на Карла Бруни води до оставката на изпълнителния директор на една от агенциите на ООН.
В периода 2009 – 2010 г. е асоцииран изследовател в Националния аудиовизуален институт и през 2010 г. основава сайта inaglobal.fr, уеб-преглед на творческите индустрии и медиите. През октомври 2007 г. основава портала за книги и идеи – nonfiction.fr, който управлява до декември 2015 г.
Като изследовател, в периода 2012 – 2014 г. Фредерик Мартел е директор на научните изследвания в Института за международни и стратегически отношения. В периода 2015 – 2017 г. е член на научния съвет на френската езикова част на Уикипедия. После в периода 2016 – 2018 г. е асоцииран изследовател в Международния изследователски център в Париж. От 2020 г. е праподанател по креативна икономика в университета в Цюрих и директор на научните изследвания в Цюрихския център за креативна икономика.
През 2019 г. е издадена книгата му „Содом, едно разследване в сърцето на Ватикана“. В над 600 страници той представя изследванията си по темата за хомосексуализма в католическата църква направени в продължение на четири години в рамките на Ватикана и в още тридесет страни. Интервюира около 1500 души, сред които 41 кардинали, 52 епископи и висши католически духовници, както и 45 апостолически нунции, с участието на още 80 сътрудници. Книгата е преведена на над двадесет езика по света, в част от които е бестселър.
Фредерик Мартел живее в Цюрих и Париж.

## Произведения
- Philosophie du droit et philosophie politique (1995)
- Le Rose et le Noir : les homosexuels en France depuis 1968 (1996)
- La Longue Marche des gays (2002)
- Theater : sur le déclin du théâtre en Amérique et comment il peut résister en France (2006)
- De la culture en Amérique (2006) – награда „Франция-Америка 2007“
- Mainstream : enquête sur la guerre globale de la culture et des médias (2006)
- J'aime pas le sarkozysme culturel (2012)
- Global Gay : Comment la révolution gay change le monde (2013)
- Smart : enquête sur les internets (2014)
- Sodoma : enquête au cœur du Vatican (2019)
Содом, едно разследване в сърцето на Ватикана, изд.: „ИнфоДАР“, София (2020), прев. Сава Динев

### Екранизации
- 2002 : Bleu, Blanc, Rose – по книгата „Le Rose et le Noir“
- 2008 : De la culture en Amérique – по книгата
- 2009 – 2014 Le monde en face – документален тв сериал, 1 епизод по книгата „Global Gay“
- 2014 : Global Gay – голямата награда на Световната организация срещу изтезанията по време на филмовия фестивал и международния форум за правата на човека FIFDH в Женева през март 2014 г.